# Área metropolitana de Eugene-Springfield
El área estadística metropolitana de Eugene-Springfield, OR MSA , como la denomina la Oficina de Administración y Presupuesto, es un área estadística metropolitana centrada en las ciudades de Eugene y Springfield, que solo abarca el condado homónimo en el estado de Oregón, Estados Unidos. Su población según el censo de 2010 es de 351.715 habitantes, convirtiéndola en la 143.º área metropolitana más poblada de los Estados Unidos.

## Comunidades
Ciudades y pueblos
| - Coburg - Cottage Grove - Creswell - Dunes City | - Eugene (ciudad principal) - Florence - Junction City - Lowell | - Oakridge - Springfield (ciudad principal) - Veneta - Westfir |

Comunidades no incorporadas
| - Ada - Alvadore - Austa - Belknap Springs - Blachly - Blue River - Brickerville - Cheshire - Crow - Culp Creek - Cushman | - Deadwood - Dexter - Disston - Dorena - Elmira - Fall Creek - Finn Rock - Franklin - Gillespie Corners - Glenada - Glenwood | - Goldson - Goshen - Greenleaf - Heceta Beach - Horton - Jasper - Lancaster - Leaburg - London Springs - Lorane - Low Pass | - Mabel - Malabon - Mapleton - Marcola - McCredie Springs - McKenzie Bridge - Minerva - Mohawk - Nimrod - Noti - Pleasant Hill | - Rainbow - Riverview - Saginaw - Searose Beach - Siltcoos - Swisshome - Tide - Tiernan - Triangle Lake - Vaughn - Vida | - Walden - Walker - Walterville - Walton - Wendling - Westlake |